# 苏联航空志愿队

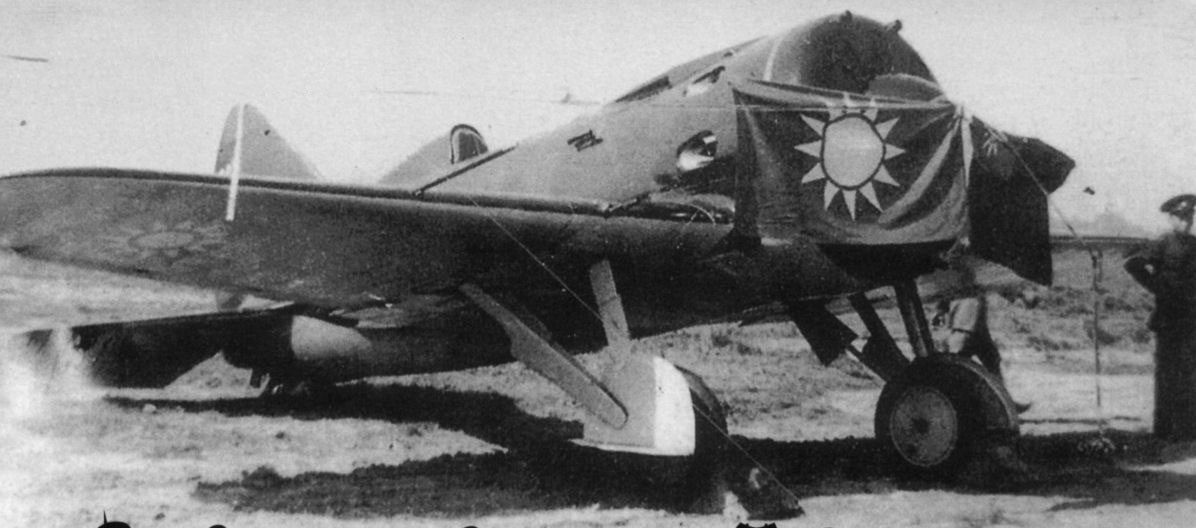
抗戰期間來華助戰的蘇聯航空志愿队伊-16戰鬥機

苏联航空志愿队（俄语：Советские добровольцы в Китае），是在1937年至1941年間，由苏联紅軍派來支援中華民國進行抗日作戰的志願軍，1941年後日本準備發動太平洋戰爭，而当时日军航空兵主力包括指挥官和飞行员受其牵制。1941年4月13日，日本夥同蘇聯簽訂日苏互不侵犯条约，作为日本承认苏联傀儡政权蒙古国的交换，苏联承认日本扶植的满洲国，并且撤回对华援助，蘇聯黨中央此後便命令空勤人員停止在华直接参战、撤離中國戰場，对中国提供空中支援的任务随后由美国飞虎队取代。
因是低調參戰，苏联航空志愿队沒有官方的称呼，再加之苏联与日本单独媾和后國民政府淡化此事，以及苏援撤出后，又還有多年戰亂，援華事蹟大多為回憶口述、造成戰果未經考證，這支航空部隊因上述種種原因，比起其他國家較不為人所知，各種宣稱的說法很多，各種称呼也很多，通常也称“苏联空军志愿队”、“苏联援华飞行队”、“苏联志愿航空队”、“苏联志愿援华抗日空军联队”、“苏联援华空军志愿队”等，另外還有「正義之劍」此等別號。

## 历史
1937年8月，因为中國抗日戰爭期間國民革命軍损失惨重，自中東路事件僵化的中蘇關係有著解凍的契機，同时由於感覺到日本擴軍的壓力，蘇聯在利害關係一致的大環境下決定與中國修好。當時因中日间开战，各工业国多名义保持中立，对中日军售大为减少，且因中日间的战争结局尚不明朗，担心难以从战败方收回货款，而要求预付或现付，于是国民政府主席蒋介石转向苏联请求大规模的援助。1937年8月20日，中苏签订了《中苏互不侵犯条约》和《军事技术援助协定》，並宣稱將提供中國上億美金的战时军事贷款。后确立的三期贷款上限共计2.5亿美元，实际动用约1.7亿美元，贷款从提供后第2年分5年偿还，年利率3%。实际上以英镑作价，而采取以物易物实现，全部贷款的3/4以钨金属偿还，1/4可为茶叶或其他消费品。贷款用于购买苏制军火，飞机为其中一部份，售价接近苏军自己的采购价。到1941年停止蘇援前，蘇聯共出售了322架轟炸機(292架SB轰炸机，24架DB轰炸机，6架TB-3轰炸机)，777架驅逐機，100架教練機。
由于飞行员培养尚需时日，1937年9月国民政府请求苏联直接派遣有经验的飞行员到中国参战。1937年9月14日，苏联宣佈向中国出售225架各型軍機，同時接受國民政府的提案派遣飞行员、地勤人员、机场建筑师、工程师和机械师以志願隊的身分前來中國協助抗日。在蘇聯內部這項人員派遣稱為Z(Zet)作戰，人員則由外貝加爾軍區與太平洋艦隊所屬航空部隊中選拔的「志願者」，這些官兵則送往茹科夫斯基空军工程学院进行挑选。除了一般軍事人員外，政委系統也隨著志願隊一同派遣。为了掩盖部队中政戰人員身分，蘇方採用各種頭銜掩飾，如“首席领航员”等。召开苏共的党组织会议时，对中国人保密；如果局外人闯入，党组织会议就会马上变成“技术性讨论”。所有人员在苏军中的真实身份与职务，都对中国保密。在苏联国内，不准许知情者谈论援华航空作战之事，以免扩大知密范围。
蘇聯在西班牙內戰中也使用相同模式對交戰方提供援助，因此當時各地軍區認為中央將要求其部隊至西班牙參戰，故挑選出較好的飛行人員；這批人員編為一個戰鬥機大隊（31架戰機、101名人員）與轟炸機大隊（31架戰術轟炸機、153人），第一批450名志願隊人員與蘇聯軍售的飛機（155架戰機、62架轟炸機、8架教練機）於1937年10月分別由海路與從阿拉木圖的陸路前來中國。與其他國外志願隊不同的是，蘇聯志願隊來華時並未如其他西方民主國家必須擔心國內輿論而拋棄軍籍，而是直接以蘇聯軍方的身分介入第三國戰爭；日本對此雖表不滿，但國力懸殊，因此只表示抗議，無力直接對抗。
從陸路運輸的飛機早期是直接從阿拉木圖起飛，经伊犁、石河、乌鲁木齐、古城（即奇台）、哈密、安西、肃州（酒泉）、凉州（武威），終點則是蘭州中繼基地，在當地整備後投入中國各戰場運作。在1938年後則是以陸運的方式將飛機運到哈密組裝，再沿著同樣的轉場動線飛進中國戰場。在西北各轉場機場中，蘇聯均佈署了少量的地勤人員，包括气象、无线电、机务维修等专业。
1937年11月22日苏联志愿航空队驾I-16于南京首战。
苏联航空志愿队是早期由“志愿者”援华参战的团体，同期于“国际志愿队”轰炸机中队（合同期一年1937年10月--1938年9月，于1938年2月7日首战），早于“法国志愿航空队”（合同期半年1938年4月--10月，消极避战），早于“美国志愿航空队”（合同期一年1941年8月--1942年7月，于1941年12月20日在昆明首战）。国际志愿队和法国志愿航空队规模很小，具雇佣性质。美国志愿航空队最初属雇佣性质，在缅甸完训和协助英国皇家空军RAF作战，于珍珠港事件后才赴华作战。苏联志愿航空队自认不是“雇佣军”，拒领国民政府对击落每架日机500美元的奖金。

## 實戰
苏联志愿航空队在华共组建了5个大队并维持满员，1937年底成立了第1战斗机大队（40架I-15），第2战斗机大队（40架I-16），第1轻轰炸机大队（20架图波列夫SB-2），第2轻轰炸机大队（20架图波列夫SB-3）；后于1939年6月又成立了远程轰炸机大队（24架伊留申DB-3）；飞行员采取轮换作战方式，分批来华交替作战。独立承担了早期的作战任务，并在中方飞行员逐渐完训后，与中国飞行员一同拦截日本轰炸机，和对日军机场进行轰炸的任务。

### 截击
1937年下半年至1938年中，日军海航“三菱九六式战斗机”、陆航双翼“川崎九五式战斗机”，性能与苏联I-16、双翼I-15/152接近；而航程较短，不足以全程护航深入中国后方如重庆和兰州的轰炸机，这段时间苏联航空志愿队不论对日军战机或轰炸机均有较佳的战绩。
苏联志愿者驾驶这些飞机于1937年11月22日在南京首战，击落三等航空兵宫崎康治驾驶的三菱九六式舰上战斗机1架，24岁的苏联空军中尉尼古拉·涅日丹诺夫驾驶的I-16战斗机1架被击落，两人均阵亡。日本及驻南京欧美各国均有报道，日方报称，在南京上空受“从没有见过的型号”的战斗机阻击，遇到的战斗机造型是“低翼单叶、缩进去的滑轮”。陈纳德当时在南京做空军顾问，他后来在回忆录中提到，他平生见过的两次最精彩的空战之一，就是此日于南京上空目睹（另一次于1938年的武汉会战）。同年12月已有17架I-16-6进驻南京，由于中国飞行员尚需适应训练，因此主要由11名苏联飞行员驾驶作战。
期间国民政府的王牌飞行员优先接收了苏式战机，11月，第四大队大队长高志航上校率部分中国飞行员自兰州接收首批伊-16戰鬥機。经数日短暂试飞磨合后，15日高亲自作为领航机带领中苏飞行员驾I-16机15架飞往南京，预定航线兰州-->西安-->周家口-->南京。于兰州起飞后翻越六盘山之际，因高山云雾6机掉队迷航（后于野外迫降，一时难以回收）；机队不得不改变行程，当天在西安等待掉队飞机未果；高将此事通报南京，南京政府命令高于次日率余部继续飞行，并坚持命令机队在西安-->周家口间的洛阳再整队加油一次。16日飞至洛阳时，中、苏飞行员驾驶的I-16各1架又因故障未能起飞，当天最终有7架I-16抵达周家口；此时因南京暴雨机队在周家口停留待命。期间洛阳滞留的1机赶来归队，加上先期抵达的地勤搭乘的1架12座福特3引擎运输机，周家口机场共有9架飞机含8架I-16。11月21日天气转晴，正值机队准备起飞之际，遭日军木更津海軍航空隊的十余架舰爆（爱知九六式单引擎双翼俯冲轰炸机）机群轰炸，高决定紧急起飞迎击，因地勤人手有限只能先发动其座机，成为日机首要目标，多次尝试未果，与军械长冯幹卿、机械师等6人于地面被炸身亡，飞机损毁，而其它7架I-16未伤及要害，仅1名苏联飞行员被日机扫射击伤退出战斗序列。国民政府将其归结于苏联首批援助装备多为“现役翻新机”，而同期苏联航空志愿队（苏军现役）也使用相同的“现役机”；同时也有称周家口机场本为不瞩目的小机场，因机队在此停留近1周，日方获间谍情报后于天气转晴之际专程前来轰炸。
当日机队剩余的6架I-16由中、苏各2、4名飞行员驾驶终于抵达南京，并于次日即1937年11月22日立即投入战斗。12月12日，唐生智下达南京守军全军撤退，南京保卫战结束，12月15日，第四大队第21中队转赴兰州成批接收及换装13架伊—16—6。
1938年5月25日至6月5日初，蘇聯輪調志願隊飛行員来华与返國。1938年7月日本陆军航空兵装备了新式的97式战斗机，具有机动性优势。迫使苏联轰炸机飞行员作战时飞行高度从之前的2,000至4,000 米提高到7,500-8,500 米。第二批援华志愿航空队人员于1939年2月返国，6月第三批人员来华。
1938年下半年，日军陆航换装“中岛九七式战斗机”，与海航的三菱九六式接近，强调缠斗机动性，均采用固定起落架，因此极速受到削弱。在1939年上半年的第1次诺门坎战役中，苏联空军I-16、I-15若缠斗难敌这两款日机，遂于下半年的第2次诺门坎战役中，苏联飞行员发明了以I-16高速俯冲，一击即离的战术应对，并将此战法在中国战场上推广，给当时负责昆明航校的陈纳德留下深刻印象。
1940年5月26日起，日军开始执行“101”战略轰炸计划，派出大批轰炸机空袭重庆，试图迫使重庆国民政府投降；中岛九七式航程未有提高，仍不足全程护航轰炸机；至6月，在中苏空军的全力抵抗下，日军海航、陆航的轰炸机皆有较大损失和人员伤亡，日军飞行员私下将指挥官之一山口多闻少将称为“杀人多闻丸”。但亲自带队轰炸的大西泷治郎少将称：“大佐以上的军官阵亡了几个，没有牺牲，哪有士气。”
1939年4月，日军新锐的“12试舰战”首飞，除1至8号作为原型机试飞外，1940年7月21日，从9号起，刚换装后来量产型确定使用的引擎，而尚未安装着舰钩的试制机15架被紧急调遣进驻汉口机场，后被命名为“三菱零式一号一型战斗机”。零式仅使用机内油箱时航程超出此前九六、九七式近一倍，且安装了2门20mm机炮；此时日军海航飞行员亦以小批精英原则培训（据1937年毕业的“海军航空兵38期驾驶练习生”，日军最高击坠纪录者海航王牌飞行员坂井三郎称，其同期2000人参选，招收了70人，最终只有25人毕业，板井本人以第一名毕业，并代表全班接受天皇颁赠的手表；日军海航1937年扩招改革后至1941年，为培养作战主力招收的，学期4年的乙种预科练飞行训练生，每年也仅数百人毕业），此时日军暂时以飞行员质量弥补了零式防护薄弱等缺陷。山口多闻少将和大西泷治郎少将催促海航精英飞行员于武汉7月的高温中，在半个月内整备完毕，随即投入战场，由此空袭重庆的日军轰炸机首次获得全程护航，并且零式机群亦单独飞至重庆上空挑战。9月13日，于重庆璧山上空，12架零式战斗机首次与由遂宁赶来的中国空军第3大队、第4大队先后共34架含9架I-16，25架I-15开战，交战中零式以其高续航力，在重庆上空滞留达30分钟才返航，零式未有损失；中国空军13架飞机被击落，11架被击伤，10名飞行员壮烈牺牲，8名飞行员负伤，遭受重大损失，陷入低谷。
此低谷持续至隔年的1941年8月，日军为准备偷袭珍珠港，与苏联签订《苏日中立条约》，苏联将苏军志愿飞行员撤回停止直接参战，日本将在华海航零式战机、精英飞行员及指挥官陆续调出中国战场，转赴太平洋战场，期间1942年6月日军海航于中途岛海战惨败，日军海军机动部队精英飞行员40%战亡，直至1943年日本海军全面败退后，才陆续将海航零式调至东南亚及中国东南广东至上海一线，协助陆航作战，而此时蘇聯已經退出亞洲戰場，零式对美國援華的新式美軍战斗机已无优势。

### 轰炸
苏联的图波列夫SB-2/3轻轰炸机速度较快航程较短（且SB-2/3的发动机排气口在引擎舱上方而不是通常的两侧下方，日军从下方难以察觉）；后来的伊留申DB-3远程轰炸机速度与航程均较佳，与日军购买的BR-20“意式轰炸机”接近；均快于“三菱九六式陆上攻击机”（中型双发轰炸机），即便载弹时，日军的九五、九六、九七式战斗机（均不可收放起落架，在时速超过400公里后影响很大）仅勉强可以跟上。因此亦多采用没有护航突袭战术。
第一批10架圖波列夫SB轟炸機于1937年9月17日飞往中国，24日又转场16架，27日5架。组成了第一个轰炸机大队（相当于苏军的一个轰炸航空兵师）。此时援华志愿队中的飞行员中有22个SB-2/3机组，5个TB-3机组和7个DB-3机组。当时DB-3、慢速的TB-3与ANT-9飞机并未作为轰炸机使用，而是拆掉了炸弹挂架，取而代之的是辅助油箱，用于中苏之间的航空运输，担负莫斯科-恩格斯城-塔什干-阿拉木图-乌鲁木齐-酒泉-兰州航线的军事物资与人员运输。
1937年11月，波雷宁指挥的第二个苏联轰炸机机群（31 架SB轰炸机）编队飞至乌鲁木齐，至此在中国领土上已经有58架SB轰炸机。1937年12月，第三批31架SB轰炸机，在伊尔库茨克组装后，转场飞行经乌兰乌德、达兰扎达嘎德，至兰州。所有三批飞至兰州的轰炸机，在机翼和机身上漆上了国民政府的青天白日国徽，方向舵上也涂上了蓝白相间的斑马条纹，一般情况下是蓝白各6条。
苏联航空志愿队來華後於華中地區進行整補，並於南京保衛戰前夕開始進行任務。正式參戰則是在1937年12月1日，23架I-16與20架SB轟炸機進駐南京，但因日軍進軍過快12月9日便撤離轉場南昌與漢口，雖然時間不長，但是當時同樣仍在南京的空軍美籍陳納德回憶中對於蘇聯I-16採高速俯衝的混合動作甩開日軍戰機有著深刻印象，這個回憶經過整理成為日後訓練飛虎隊時重要的空戰技巧。1937年12月2日，M· G·Machin率领的9架SB轰炸机编队从南京起飞，对上海的日军机场进行轰炸。苏方估计摧毁了机场上30-35架日本飞机，并击落一架空中拦截的日机，一架SB轰炸机被高射炮击中飞至杭州降落。
1937年12月15日，F·I·Dobysh率领 27架SB轰炸机编为9个三机编队，轰炸了日军驻守的南京机场。12月18日，由波雷宁指挥的驻汉口的另一个轰炸机大队轰炸了苏州机场。1938年1月，驻南昌与汉口的两个苏军轰炸机大队开始频繁出击轰炸芜湖、南京等地的日军机场，迫使日军把前线战斗机调至二线机场。当时SB轰炸机在战斗中没有战斗机护航，但是SB轰炸机速度很快。即使在挂满炸弹的时候，日军的95式陆航和96式舰载战斗机的速度均无法超越SB轰炸机，并且日机火力不足，威胁不大。波雷宁回忆说：“我们的SB时速超过日本战斗机，并没有受到其威胁。强大的自卫火力可以击退其攻击。如果需要，就我们的速度而言，我们可以脱离和对手的接触。SB 更多损失在中国境内简陋的设备和机场上。”
1938年2月，航空志願隊顧問雷恰戈夫獲得情報，台北松山日軍空軍基地有大批新式飛機組裝，他決定發動松山空襲，由漢口出發的28架SB轰炸机成功完成轟炸任務。根據中蘇估計，此次行動炸毀日機40餘架、兵營10座、機庫3座，擊沉擊傷船隻多艘，但是日本海軍提報給內閣的損失則是損失輕微，僅有少數居民遭波及。
1939年6月，苏联援华航空志愿队里又首次增加了DB-3远程炸机大队，库里申科率领的12架DB-3轰炸机经莫斯科-奥伦堡-阿拉木图-乌鲁木齐-兰州-成都来华参战。之后库兹洛夫率领第二批12架DB-3轰炸机也转场飞至成都太平寺机场。這批DB-3後來成為蘇志願隊來華最大戰果:漢口機場轟炸任務的主力。1939年10月3日、10月14日，库里申科两次率领DB-3的9机编队从成都出發，空襲日军的汉口机场，稱為漢口空襲。10月3日，日军空軍鈴木剛敏少佐為首，多數將校被合場炸死；当时海航作战的专家，“第一联合航空隊”司令长官塚原二四三少将左腕被炸断，后由对海航作战并不熟悉的同期生，水雷战专家南云忠一少将接任，后者一路升至太平洋海战中“海军机动部队”司令长官。10月14日这次战斗，库里申科的飞机被击伤，返航途中在万县长江江面迫降后库里申科因伤未及逃离飞机牺牲。

## 終結
1941年4月13日，苏联和日本签订了《苏日中立条约》，至6月22日德蘇戰爭終於爆發，苏联開始擴軍並在一年后停止对华贷款軍售，并撤走了苏联航空志愿队。苏联在新疆迪化（现乌鲁木齐）援建的秘密飞机制造厂（组装调试维修，对外称农机厂），则继续建设至1942年基本完工。在华4年期间，苏联累计提供中国各种型号的飞机1235架, 飞机炸弹215万颗；参加苏联航空志愿队累计共有3665人，其中1091名苏联现役志愿飞行员，2000多名地面机械人员；八成以上飞行员是参加过西班牙内战的苏联空军老兵。同时有227名飞行员在中国作战牺牲。其中包括轰炸机大队长库里申科和战斗机大队长拉赫曼诺夫。苏联还帮助中国建立了航空供应站和飞机修配厂，并在迪化、兰州等地设立航空学校和训练基地，为中国抗戰初期培训了近1万名相关技术人员。{\displaystyle }
苏联同日本媾和两日后，中國同美国于1941年4月15日達成一項秘密協議，並由美國總統富蘭克林·德拉諾·羅斯福簽署行政命令，允許美國預備役軍人和陸軍航空隊，以及海軍和海軍陸戰隊「退役人員」前往中國參加戰鬥，並同意中國利用美國《租借法案》貨款給中國資金來購買美國戰鬥機，是为日后有名的飛虎隊；7月10日，第一批美國志愿飞行员從美國舊金山啟程前往中國昆明參戰。

## 主要人物
顧問群：
| 任職日期   | 階級 | 職別     | 中文姓名          | 俄语姓名                   | 備註                                     |
| ---------- | ---- | -------- | ----------------- | -------------------------- | ---------------------------------------- |
| 1938年9月  | 少將 | 總顧問   | 帕維爾·日加列夫   | Павел Фёдорович Жигарев    | 1938年10月返國                           |
| 1938年11月 | 少將 | 總顧問   | 格里戈里·特霍爾   | Григорий Илларионович Тхор | 1939年初返國                             |
| 1939年5月  | 上校 | 總顧問   | 彼得·阿尼西莫夫   | Пётр Николаевич Анисимов   | 1941年返國                               |
| 1940年     | 上校 | 總顧問   | 帕维尔·雷恰戈夫   | Па́вел Васи́льевич Рычаго́в   | 1941年返國                               |
| 1938年     | 上校 | 顧問     | 季莫菲·赫柳金     | Тимофей Тимофеевич Хрюкин  |                                          |
| 1938年     | 上校 | 副顧問   | 葉爾少夫          |                            |                                          |
| 1939年     | 上校 | 副顧問   | 互魯也夫          |                            |                                          |
| 1938年     | 上校 | 防空顧問 | 格奧爾基·扎哈羅夫 | Гео́ргий Нефёдович Заха́ров  | 該員在華隸屬軍事委員會同時擔任空軍顧問職 |
| 1938年     | 上校 | 機械顧問 | 布拉霍夫          |                            | 1940年返俄                               |
| 1941年     | 中校 | 轟炸顧問 | 思齊切申          |                            |                                          |
| 1939~40年  | 中校 | 轟炸顧問 | 依瓦諾夫          |                            | 兼任訓練SB轟炸機飛行教官                 |
| 1939~40年  | 少校 | 驅逐顧問 | 烏里也夫          |                            | 兼任參校一、二期戰術教官                 |
| 1941年     | 少校 | 機械顧問 | 卡札闊夫          |                            |                                          |

- 安东·古边科 - 战斗机飞行员
- 格里戈里·库里申科 - 远程轰炸机大队大队长，陣亡。
- 拉赫曼诺夫 - 战斗机大队大队长，陣亡。
- 費多爾·波雷寧 - 詳細不明，被認為是松山空襲的指揮官

苏联援华飞行队共计涌现了14位苏联英雄，4位双重苏联英雄，苏联空军中将5名，苏联空军上将2名，苏联空军主帅1名、苏联空军副司令2名，苏联空军司令1名。

## 编制
- 援华志愿航空队总指挥：国民革命军空军总顾问
  - 参谋长
  - 驱逐第一大队：飞行员60人，机械员100人，伊15驱逐机40架
  - 驱逐第二大队：飞行员60人，机械员100人，伊16驱逐机40架
  - 轻轰炸机第一大队：飞行员60人，轰炸员40人，通信员40人，机械员30人，仪表员3人，图波列夫斯伯SB-2轻型轰炸机20架。1937年12月进驻南京机场。南京失陷后转场南昌机场。
  - 轻轰炸机第二大队：飞行员60人，轰炸员40人，通信员40人，机械员30人，仪表员3人，图波列夫斯伯SB-3轻型轰炸机20架。1937年12月进驻汉口机场。
  - 重轰炸机大队：伊留申德伯DB-3双发远程重型轰炸机24架。1939年6月进驻成都太平寺机场。

## 战绩
1950年代，雖然苏联航空志愿队实际与国民政府来往而避免与中共接触以免觸及當時國共合作的底線，后者在中華人民共和國成立後的各个阶段，仍将其视作援助中国抗战的正面力量而提及此事。但是因為多年的戰亂，日本以及國民政府紀錄大多散失於各处及被销毁，至於當年的主要合作的國軍成員，則隨國民政府撤往台灣。剩下的倖存檔案经南京档案馆等单位多年整理，在有考證之數據支持下，苏联航空志愿队首战日部分，不仅通过政府记录且通过报刊记载被还原，还考证了其它部分精彩戰果，并為這些國軍與紅軍飛行員聯合抗日的事蹟建立了多处纪念碑、纪念馆。
由於意識形態上的對立，中華民國一向對蘇聯在抗戰時期之援助不多加宣傳，也未见有对“撤往台灣的倖存檔案”的考察整理；且苏联志愿者於1941年與日軍達成協定後便撤出不再直接参战，僅保留對華提供武器和维修方面的低息贷款有償援助，因故蘇聯生還者並未有辦法像飛虎隊般公開考證戰史。不过在台灣出版的個別國軍老兵回憶錄中，均有提及部分合作事蹟，第四大隊第二十二中隊飛行員張光明少將回憶，中華民國空軍在引進 I-15bis 戰鬥機之前在部隊中不存在真正的戰鬥機。太平洋戰爭爆發後，美國終於對日宣戰，但起初從美國引進的Hawk-III不如蘇聯飛機來得靈活，除此之外高慶辰在其回憶錄"空戰非英雄"中宣稱當年兩國空軍在武漢保衛戰時期，是如何在抗戰初期戰場上歷經考驗，進而兩國飛行員建立革命情感的事蹟，甚至當蘇聯因為與日本達成侵華協定，隊員被命令要回國的敏感當下，還發生過國軍飛行員互相擁抱的案例。
另外，前中華民國空軍空戰英雄柳哲生提及，在1938年1月7日的南昌空戰中，國軍曾救助過遭受日本海軍飛行員潮田良平威脅的波羅蓋威遜斯基大隊長，因而為中華民國與蘇聯這兩個意識型態完全不同的國家結下了友誼，甚至到了蘇聯解體之後，波羅蓋威遜斯基都對此是念念不忘，還從俄國透過管道到台北找尋羅英德的下落。

## 纪念

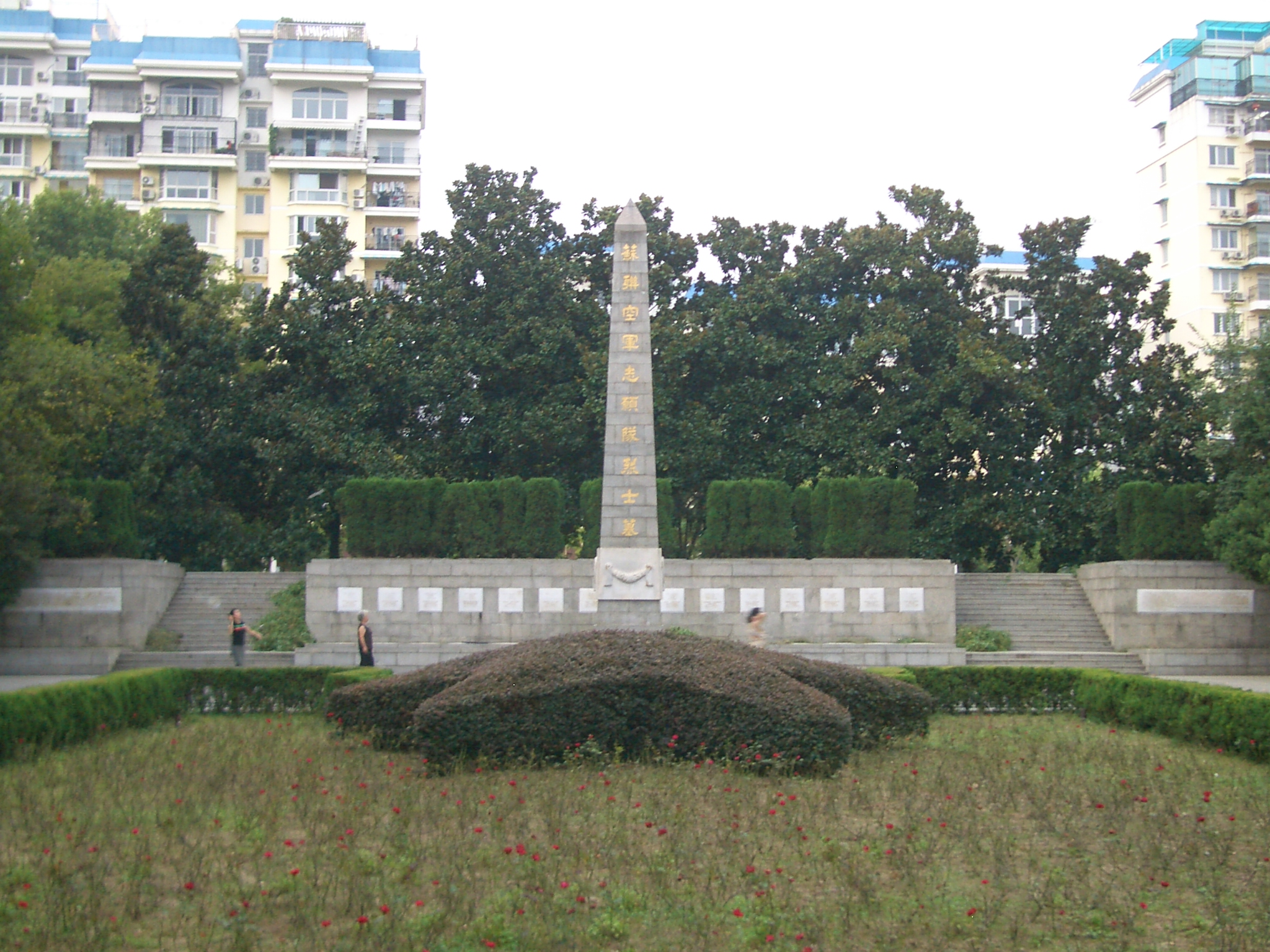
武汉解放公园裏的苏联空军志愿队烈士墓

- 1956年，武汉解放公园建成，武汉市政府把15名苏联航空志愿队烈士的遗骸迁葬到公园的西北角，建立了苏联空军志愿队烈士墓。
- 重庆市渝中区的鹅岭公园建有苏军烈士墓，年代為民國時期遺跡，纪念两位在重庆上空与日军作战中牺牲的卡特洛夫上校和司托尔夫上校。
- 重庆市万州区也为格里戈里·库里申科建立了纪念碑。

在中华人民共和国建國初期，那個與蘇聯友好的時代中，中国曾經一度將蘇聯志願隊視為兩國之間友好的象徵。但很快中蘇決裂變成彼此的最大威脅，此事也不再提及。
冷戰結束之後，中共為了改善與蘇聯還有俄羅斯的關係，繼續紀念蘇聯志願隊的歷史，不過在北京抗日戰爭博物館中的畫像中，裡面的I-16戰鬥機所漆的是蘇聯紅軍的紅色五角星機徽，而非戰時的青天白日機徽，蘇聯當時並未想跟日本翻臉，僅僅只是有限度的援助，仅仅在淞沪抗战国军空军损耗殆尽，日军航空兵轰炸畅行无阻的情况下，应国民政府屡次催促参战，因此這樣的描述明顯違反了歷史事實（參考兵器戰術圖解39期，〈盧溝橋旁的抗戰紀念館〉一文）。